# Bahnstrecke Ingolstadt–Augsburg-Hochzoll
| |                                                                           |                                                   |                                                   |
| Streckennummer: | 5382                                                                      |                                                   |                                                   |
| Kursbuchstrecke (DB): | 983                                                                       |                                                   |                                                   |
| Kursbuchstrecke: | 411k (1946)                                                               |                                                   |                                                   |
| Streckenlänge: | 62,957 km                                                                 |                                                   |                                                   |
| Spurweite: | 1435 mm (Normalspur)                                                      |                                                   |                                                   |
| Streckenklasse: | Ingolstadt–Seehof: D4 Seehof–Hochzoll: CE                                 |                                                   |                                                   |
| Stromsystem: | Ingolstadt Hbf – Ingolstadt-Seehof: 15 kV, 16,7 Hz ~                      |                                                   |                                                   |
| Streckengeschwindigkeit: | 130 km/h                                                                  |                                                   |                                                   |
| Zweigleisigkeit: | Ingolstadt Hbf–Ingolstadt-Seehof Augsburg-Hochzoll–Augsburg Hochzoll Abzw |                                                   |                                                   |
| |                                                                           |                                                   |                                                   |
| \| \| \| von Treuchtlingen \| \| \| \| \| von Neuoffingen (bis 1995) \| \| \| \| −1,136 \| Ingolstadt Hbf \| 368 m \| \| \| \| nach Regensburg Hbf \| \| \| \| \| (Neutrassierung von 1995) \| \| \| \| \| nach München Hbf \| \| \| \| 5,115 \| Ingolstadt-Seehof \| Ingolstadt-Seehof \| \| \| \| nach Neuoffingen (seit 1995) \| \| \| \| \| \| \| \| \| 5,720 \| Zuchering \| 372 m \| \| \| 9,433 \| Karlskron Scherm (Awanst) \| Karlskron Scherm (Awanst) \| \| \| \| Anschluss Gewerbegebiet Probfeld \| \| \| \| 10,200 \| Pobenhausen \| Pobenhausen \| \| \| 13,677 \| Niederarnbach \| 382 m \| \| \| 17,175 \| Brunnen (seit 2020) \| Brunnen (seit 2020) \| \| \| 20,080 \| Edelshausen \| Edelshausen \| \| \| 25,132 \| Schrobenhausen \| 413 m \| \| \| 30,550 \| Hörzhausen \| Hörzhausen \| \| \| \| Anschluss Pfeifer Holz (inzwischen Bahnhofsgleis) \| \| \| \| 33,200 \| Unterbernbach Heggenstaller (Awanst) \| Unterbernbach Heggenstaller (Awanst) \| \| \| 34,687 \| Radersdorf \| 432 m \| \| \| 41,345 \| Aichach \| 446 m \| \| \| 46,848 \| Obergriesbach \| Obergriesbach \| \| \| 51,339 \| Dasing \| 467 m \| \| \| 54,313 \| Paar \| Paar \| \| \| 58,930 \| Friedberg (b Augsburg) \| 496 m \| \| \| 61,211 \| Augsburg-Hochzoll \| 486 m \| \| \| \| von München Hbf \| \| \| \| 62,214 \| Augsburg-Hochzoll Abzweig \| Augsburg-Hochzoll Abzweig \| \| \| \| nach Augsburg Hbf \| \| \| \| \| \| \| \| Quellen: [1][2][3][4] \| \| \| \| |                                                                           |                                                   |                                                   |
| Strecke |                                                                           | von Treuchtlingen                                 | von Treuchtlingen                                 |
| Abzweig geradeaus und ehemals von rechts |                                                                           | von Neuoffingen (bis 1995)                        | von Neuoffingen (bis 1995)                        |
| Bahnhof | −1,136                                                                    | Ingolstadt Hbf                                    | 368 m                                             |
| Abzweig geradeaus und nach links |                                                                           | nach Regensburg Hbf                               | nach Regensburg Hbf                               |
| Abzweig ehemals geradeaus und nach links · Strecke von rechts |                                                                           | (Neutrassierung von 1995)                         | (Neutrassierung von 1995)                         |
| Strecke (außer Betrieb) · Abzweig geradeaus und nach links |                                                                           | nach München Hbf                                  | nach München Hbf                                  |
| Strecke (außer Betrieb) · Dienststation / Betriebs- oder Güterbahnhof | 5,115                                                                     | Ingolstadt-Seehof                                 | Ingolstadt-Seehof                                 |
| Kreuzung (Strecke geradeaus außer Betrieb) · Abzweig geradeaus und nach rechts |                                                                           | nach Neuoffingen (seit 1995)                      | nach Neuoffingen (seit 1995)                      |
| Abzweig ehemals geradeaus und von links · Strecke nach rechts |                                                                           |                                                   |                                                   |
| ehemaliger Bahnhof | 5,720                                                                     | Zuchering                                         | 372 m                                             |
| Blockstelle | 9,433                                                                     | Karlskron Scherm (Awanst)                         | Karlskron Scherm (Awanst)                         |
| Abzweig geradeaus und nach rechts |                                                                           | Anschluss Gewerbegebiet Probfeld                  | Anschluss Gewerbegebiet Probfeld                  |
| ehemaliger Haltepunkt / Haltestelle | 10,200                                                                    | Pobenhausen                                       | Pobenhausen                                       |
| Dienststation / Betriebs- oder Güterbahnhof | 13,677                                                                    | Niederarnbach                                     | 382 m                                             |
| Haltepunkt / Haltestelle | 17,175                                                                    | Brunnen (seit 2020)                               | Brunnen (seit 2020)                               |
| ehemaliger Haltepunkt / Haltestelle | 20,080                                                                    | Edelshausen                                       | Edelshausen                                       |
| Bahnhof | 25,132                                                                    | Schrobenhausen                                    | 413 m                                             |
| ehemaliger Haltepunkt / Haltestelle | 30,550                                                                    | Hörzhausen                                        | Hörzhausen                                        |
| Abzweig geradeaus und von rechts |                                                                           | Anschluss Pfeifer Holz (inzwischen Bahnhofsgleis) | Anschluss Pfeifer Holz (inzwischen Bahnhofsgleis) |
| ehemalige Blockstelle | 33,200                                                                    | Unterbernbach Heggenstaller (Awanst)              | Unterbernbach Heggenstaller (Awanst)              |
| Bahnhof | 34,687                                                                    | Radersdorf                                        | 432 m                                             |
| Bahnhof | 41,345                                                                    | Aichach                                           | 446 m                                             |
| Haltepunkt / Haltestelle | 46,848                                                                    | Obergriesbach                                     | Obergriesbach                                     |
| Bahnhof | 51,339                                                                    | Dasing                                            | 467 m                                             |
| Haltepunkt / Haltestelle | 54,313                                                                    | Paar                                              | Paar                                              |
| Bahnhof | 58,930                                                                    | Friedberg (b Augsburg)                            | 496 m                                             |
| Bahnhof | 61,211                                                                    | Augsburg-Hochzoll                                 | 486 m                                             |
| Abzweig geradeaus und von links |                                                                           | von München Hbf                                   | von München Hbf                                   |
| Blockstelle | 62,214                                                                    | Augsburg-Hochzoll Abzweig                         | Augsburg-Hochzoll Abzweig                         |
| Strecke |                                                                           | nach Augsburg Hbf                                 | nach Augsburg Hbf                                 |
| |                                                                           |                                                   |                                                   |
| Quellen: |                                                                           |                                                   |                                                   |

Die Bahnstrecke Ingolstadt–Augsburg-Hochzoll, auch Paartalbahn, ist eine überwiegend eingleisige und nicht-elektrifizierte Hauptbahn in Bayern. Sie beginnt in Ingolstadt und führt im Tal der Paar über Schrobenhausen, Aichach, Dasing und Friedberg nach Augsburg, wo sie in Augsburg-Hochzoll in die Bahnstrecke München–Augsburg einmündet.

## Geschichte

### Errichtung und Inbetriebnahme
Die Strecke wurde zwischen 1872 und 1875 gebaut und am 15. Mai 1875 eröffnet. Planungen um die Jahrhundertwende 1900 über eine Anbindung von Pöttmes und Eurasburg wurden nicht verwirklicht. Ebenso kam es nicht zu einer mehrfach erwogenen Verbindung von der Paartalbahn ab Aichach zum Endpunkt der Ludwig-Thoma-Bahn in Altomünster (heute S-Bahn-Linie 2 des MVV-Netzes), die eine direkte Verbindung zur heutigen Münchener S-Bahn hergestellt hätte.

### Deutsche Reichsbahn und Zweiter Weltkrieg
Im Winter 1922 kam es wegen des Kohlenmangels zeitweise zu einer Einstellung des Betriebs.
1935 wurden zwischen Augsburg und Aichach erstmals Motortriebwagen eingesetzt. Während des Zweiten Weltkriegs wurde die Strecke auch für Militärtransporte verwendet; Anfang 1945 kam der Zugbetrieb jedoch zum Erliegen, nachdem eine Brücke über die Paar gesprengt worden war. Am 1. Januar 1946 wurde die Bedienung wieder aufgenommen.

### Fahrgastrückgang bei der Bundesbahn
Im Laufe der 1960er Jahre gingen die Fahrgastzahlen wegen der zunehmenden individuellen Motorisierung zurück, und 1975 gab es erstmals Pläne für eine Stilllegung der Strecke. Dazu kam es nicht, jedoch wurden in den folgenden Jahren einige Haltepunkte geschlossen und das Zugangebot ausgedünnt.

### Aufschwung
1989 wurde die Strecke zwischen Augsburg und Radersdorf in den Augsburger Verkehrsverbund (AVV) aufgenommen und 1996 wurde mit der Einführung des Bayern-Takts der Zugverkehr verdichtet. Zu dieser Zeit kamen vor allem Triebwagen der Baureihe 628 und lokbespannte Wendezüge zum Einsatz. 1999 wurde die zulässige Höchstgeschwindigkeit auf der Strecke auf 120 km/h erhöht.
Ende 2000 stellte die damalige DB Cargo den Güterverkehr auf der Strecke ein. Ab Anfang Juli 2002 nahm die Augsburger Localbahn den Betrieb wieder auf.
Mit dem Fahrplanwechsel im Dezember 2009 übernahm die zu Transdev GmbH gehörende Bayerische Regiobahn (BRB) den Betrieb auf der Paartalbahn, nachdem sie die Ausschreibung des Dieselnetzes Augsburg II durch die Bayerische Eisenbahngesellschaft (BEG) gewonnen hatte. Gleichzeitig wurde das Zugangebot auf einen 15-Minuten-Takt zwischen Augsburg und Friedberg sowie ein 30-Minuten-Takt weiter nach Aichach verdichtet.
Von 2008 bis 2012 stieg die tägliche Fahrgastzahl von 4950 auf 8500 an. Im Schienenpersonennahverkehr wurde auf der Strecke um 2014 eine Leistung von 1,3 Millionen Zugkilometern erbracht.
In einem Übergangsvertrag vergab die BEG das Dieselnetz Augsburg II und damit den Betrieb auf der Paartalbahn für den Zeitraum von Dezember 2019 bis Dezember 2021 weiterhin an die Bayerische Regiobahn. 2018 erteilte die BEG den Zuschlag für den Betrieb von Dezember 2022 bis Dezember 2031 im Zuge von Los 2 der Augsburger Netze erneut an die Bayerische Regiobahn.
Am 7. Mai 2018 ereignete sich im Bahnhof Aichach ein schwerer Eisenbahnunfall, als ein Personenzug dort mit einem wartenden Güterzug frontal zusammenstieß.
Im Juli 2020 begannen die Bauarbeiten für den neuen Haltepunkt Brunnen zwischen Ingolstadt und Schrobenhausen. Am 5. Oktober 2020 nahm DB Station&Service den neuen Haltepunkt in Betrieb.
Inzwischen nutzen allein in der 30.000-Einwohner-Stadt Friedberg täglich mehr als 3.000 Menschen pro Tag den Zug.

### Projekte
Folgende Projekte waren in der Diskussion, um im Rahmen des geplanten Regio-Schienen-Takt Augsburg die Paartalbahn in Zukunft noch attraktiver zu machen:
- Wiedereröffnung des Haltepunkts Paar[14] / Neubau eines Kreuzungsbahnhofs in Paar[15]
- Verlängerung der verkehrenden Züge nach Augsburg-Oberhausen[16]
- Elektrifizierung und Ertüchtigung der Strecke für 160 km/h[17]

Nach einer vom Freistaat Bayern 2009 in Auftrag gegebenen Machbarkeitsstudie würde sich die Fahrzeit von Augsburg nach Ingolstadt durch die Elektrifizierung und bei einer Höchstgeschwindigkeit von 160 km/h, mit Halt an allen heutigen Stationen und den geplanten Haltepunkten in Paar und Brunnen, von heute 57 auf etwa 49 Minuten verringern. Gleichzeitig könnten diese Strecke dann auch Expresszüge mit den Unterwegshalten in Augsburg Haunstetterstraße, Augsburg-Hochzoll, Friedberg, Aichach, Radersdorf und Schrobenhausen in etwa 42 Minuten zurücklegen. Ein abschnittsweiser zweigleisiger Ausbau wäre bei diesem Konzept nicht nötig und wurde daher nicht weiter verfolgt.
Nach Ablauf des zweijährigen und um ein Jahr verlängerten Übergangsvertrags wurde der Regionalverkehr auf der Strecke ab Dezember 2022 in eines von zwei Losen für die Ausschreibung „Augsburger Netze“ einbezogen werden. Der diesbezügliche Verkehrsvertrag sollte ursprünglich ab 2019 laufen, aufgrund von Verzögerungen bei den Projekten Stuttgart 21 und Neubaustrecke Wendlingen–Ulm verzögerte sich jedoch die Ausschreibung.
In dem im Mai 2019 vorgelegten 2. Gutachterentwurf des Deutschlandtakts war zwischen Augsburg und Friedberg ein Angebot von vier Zügen pro Stunde und Richtung hinterlegt gewesen. Der im Juni 2020 vorgelegte dritte Gutachterentwurf sieht auf der Strecke einen Halbstundentakt vor. Eine „Taktverdichtung zwischen Friedberg und dem Stadtgebiet von Augsburg zu einem möglichen 15'-Takt“ sei nach Ansicht des Gutachters „durch ein mögliches Stadtbahnkonzept mit direkter Führung in die Innenstadt“ möglich. Das Verkehrsangebot wurde damit reduziert. Als Ursache gilt die mit dem Deutschlandtakt geplante dichte Gleisbelegung zwischen Hauptbahnhof und Hochzoll. Laut Angaben der Bayerischen Eisenbahngesellschaft sei der 15-Minuten-Rhythmus weiterhin umsetzbar, da bis Ende 2025 der Friedberger Bahnhof so umgebaut werden soll, dass gleichzeitige Zugeinfahrten möglich werden und somit die Fahrplankonstruktion bzw. Betriebsführung auf der Paartalbahn flexibler werde.
Die Strecke zählt zu den bayerischen Strecken, für die bis 2029 im Rahmen der Leistungs- und Finanzierungsvereinbarung III nicht näher genannte „Streckenertüchtigungen und -beschleunigungen“ vorgesehen sind.
Der Bahnhof Friedberg soll 2025 zwei Außenbahnsteige sowie einen barrierefreien Personentunnel anstatt des bestehenden Hausbahnsteigs und Zwischenbahnsteigs erhalten. Zudem soll ein elektronisches Stellwerk als Ersatz des bestehenden Drucktastenstellwerks  errichtet werden, das zum digitalen Stellwerk hochgerüstet werden kann. Weiterhin soll der Bahndamm in Richtung Augsburg erneuert werden und in Augsburg-Hochzoll eine zusätzliche Weichenverbindung gebaut werden.
Im Februar 2025 wurde ein Gutachten zur Dekarbonisierung des Schienenpersonennahverkehrs in Schwaben und dem westlichen Oberbayern im Auftrag des Freistaat Bayern vorgestellt. Demnach soll der Streckenabschnitt Augsburg-Hochzoll–Obergriesbach elektrifiziert werden. Auf den anschließenden Streckenabschnitt nach Ingolstadt sollen Akkumulatortriebwagen verkehren, deren Batterien zwischen Augsburg und Obergriesbach, sowie in Ingolstadt aufgeladen werden. Der Freistaat möchte die DB InfraGO noch im Jahr 2025 mit der Planung des Infrastrukturausbaus beauftragen.

## Streckenbeschreibung

### Verlauf
Die Strecke verläuft von Ingolstadt Hbf zunächst parallel zur Bahnstrecke München–Treuchtlingen und verlässt sie bei Unsernherrn in einem Rechtsbogen nach Südwesten, von wo die Bahnstrecke geradlinig das Altbayerische Donaumoos bis etwa Brunnen durchmisst. Dort tritt die Strecke in das Donau-Isar-Hügelland ein und quert den Geländerücken zum Paartal. Flussaufwärts wird das Paartal nun hauptsächlich an seiner Westflanke geradlinig südwärts trassiert bis kurz vor Friedberg (etwa zwischen den Friedberger Ortsteilen Paar und Griesbachmühle), wo nach Westen in den Weihergraben zur Querung des Höhenrückens zum Lechtal eingefahren wird. In Friedberg überbrückt die Bahnstrecke noch die Friedberger Ach und strebt geradlinig westwärts nach Augsburg-Hochzoll, wo sie in die von Südosten kommende Bahnstrecke München–Augsburg einmündet.

### Sicherungstechnik
Bis auf den Bahnhof Aichach und den Bahnhof Augsburg-Hochzoll ist die gesamte Strecke auf Drucktastenstellwerke und Lichtsignale umgestellt. Der Bahnhof Hochzoll wird durch ein Elektronisches Stellwerk gesteuert. Im Bahnhof Aichach steht noch ein mechanisches Stellwerk der Einheitsbauform mit Formsignalen.

## Verkehr

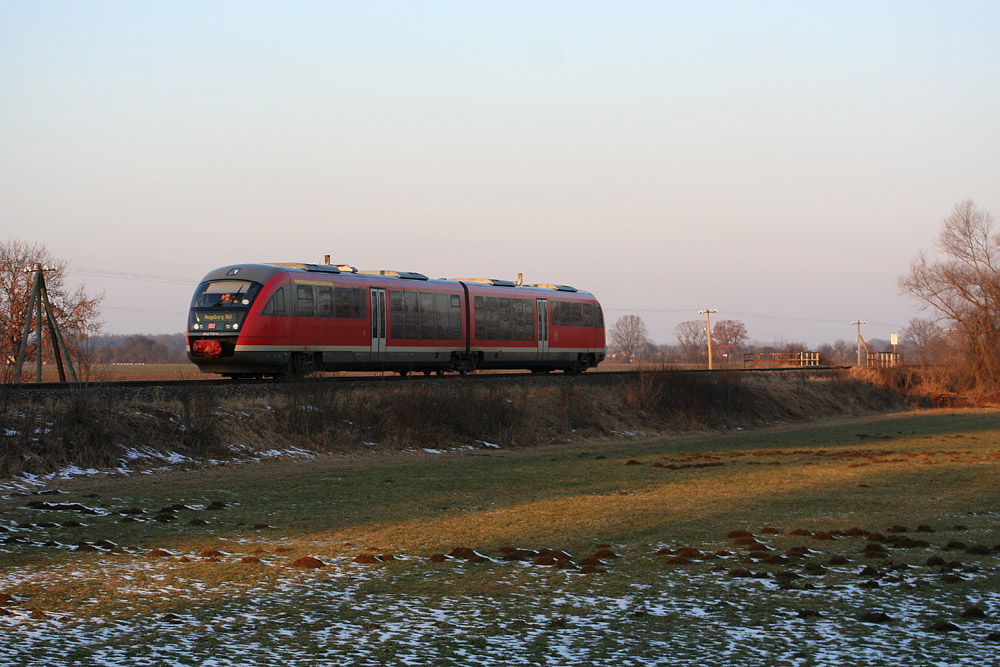
Eine Regionalbahn auf der Paartalbahn bei Niederarnbach (2006)

Seit dem Fahrplanwechsel 2009 wird die Strecke mit Dieseltriebwagen vom Typ LINT 41 bedient, davor wurden seit 2001 Triebwagen der Baureihe 642 eingesetzt. Planmäßiger, durchgehender Güterverkehr findet derzeit nicht statt. Es wird von DB Cargo jedoch unter der Woche ein kurzer, nördlicher Abschnitt von Ingolstadt aus mit einem Übergabegüterzug bedient, da in Karlskron-Probfeld ein Spediteur ansässig ist, der einen großen Autolagerplatz betreibt. Außerdem wurde die Strecke ab August 2002 zeitweise von Ölzügen Ingolstadt–Kempten (Allgäu) befahren, die von Lokomotiven der Augsburger Localbahn gezogen werden.
Seit Juli 2007 findet wieder Güterverkehr zwischen Augsburg und Radersdorf statt. Das in Unterbernbach ansässige Unternehmen Pfeifer Holz (ehemals Sägewerk Anton Heggenstaller) hat seinen Gleisanschluss und die Ladeanlage erneuern lassen, sodass nun wieder regelmäßig Holztransporte von der Augsburger Localbahn oder auch von anderen privaten EVU, wie der der SETG und ehemals OHE durchgeführt werden. Die Güterfahrten können nur vormittags durchgeführt werden und müssen bis 14 Uhr abgeschlossen sein, um eine Behinderung des Personenverkehrs zu verhindern.
Zudem finden Überführungsfahrten über diese Strecke statt. So wird teilweise der Tausch der V 90 des Bahnhofs Gablingen über diese Strecke durchgeführt, wofür frühmorgens eine V 90 von Ingolstadt Richtung Augsburg fährt. Die Rückleistung findet in der Regel am Samstagvormittag statt.